# Eulepidotis aglae
Eulepidotis aglae là một loài bướm đêm trong họ Erebidae.